# Jacques Duby
Pour les articles homonymes, voir Duby.
Jacques Duby est un acteur français, né le 7 mai 1922 à Toulouse (Haute-Garonne) et mort le 15 février 2012 dans le 15e arrondissement de Paris.

## Biographie

### Origines
Jacques Charles Stanislas Duby naît le 7 mai 1922 à Toulouse.
Fils d'un médecin exerçant à Toulouse, il souhaite devenir vétérinaire, mais échoue à la deuxième partie du bac, en raison d'une timidité excessive. Pour l'en guérir, son père l'inscrit au conservatoire d'art dramatique de Toulouse pour y suivre des cours de comédie. Après deux mois de cours, il a pris confiance en lui et annonce qu'il ne veut plus devenir vétérinaire, mais comédien ; puis il monte à Paris et s'inscrit au Conservatoire national où il a notamment pour professeur Pierre Dux.

### Carrière
Jeune marié, Jacques Duby doit se cacher à Paris pour échapper à la réquisition du Service du travail obligatoire. La guerre finie, il joue avec Maurice Sarrazin au Grenier de Toulouse.
Il monte à nouveau à Paris et se fait engager par la Compagnie Grenier-Hussenot, il joue avec cette troupe sept pièces tout en ayant quelques petits rôles au cinéma.
Le grand public le découvre notamment grâce au rôle de Camille Raquin qu'il interprète dans le film Thérèse Raquin de Marcel Carné.
Mais c'est à la scène qu'il doit sa notoriété en se faisant remarquer par sa verve dans des pièces de dramaturges de premier plan. Il crée Voulez-vous jouer avec moâ ? de Marcel Achard, L'Œuf de Félicien Marceau, Les Oiseaux de lune de Marcel Aymé, La Logeuse de Jacques Audiberti.
Le 1er octobre 1968, il apparaît dans la première publicité de marque à la télévision française.
Au cinéma, s'il ne tient que des seconds rôles, il a l'occasion d'être dirigé par des réalisateurs de renom comme André Cayatte ou Julien Duvivier.
Cependant, au début des années 1970, sa carrière cinématographique s'appauvrit au profit de la scène où il continue d'obtenir de beaux succès (dopés par la collection télévisée Au théâtre ce soir), fidèle au répertoire de grands auteurs : Félicien Marceau, Jean Anouilh, Eugène Ionesco... En 1971, il joue encore le rôle de Valentin - 16 ans après sa création - dans l'adaptation télévisuelle de Les Oiseaux de lune avec Claude Jade et Pierre Arditi, encore réalisé par André Barsacq.
La vivacité de son élocution l’amène à enregistrer de nombreuses productions audio destinées aussi bien aux enfants qu’aux adultes : œuvres de Walt Disney, initiation à la musique, émissions radiophoniques, poésie.

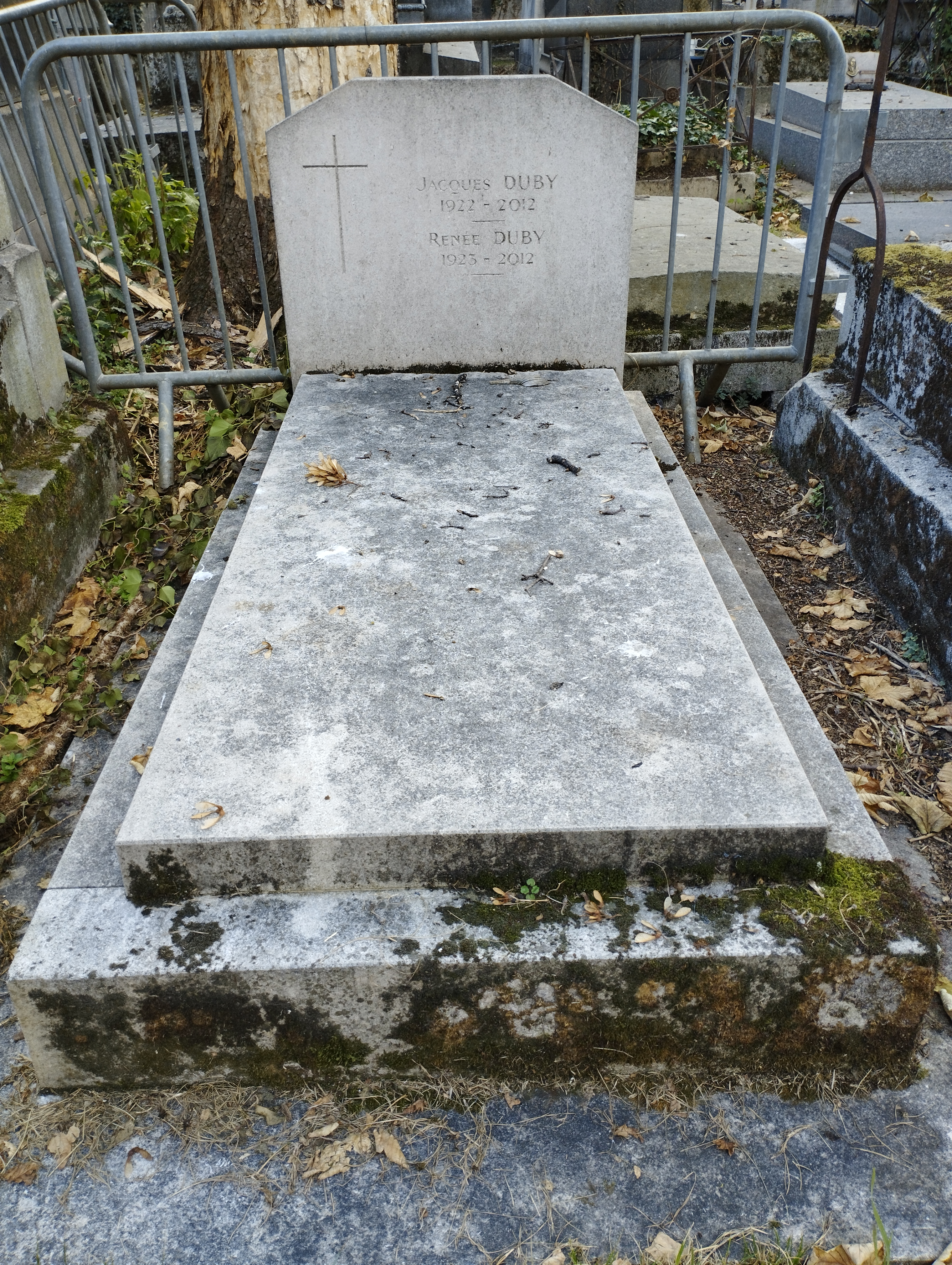
Tombe de Jacques Duby au cimetière de Montmartre (division 23).

En raison de son flegme, il était surnommé « l'Alec Guinness français », notamment lors de la création de la pièce de théâtre L'Œuf de Félicien Marceau en 1956 où le critique Robert Tréno du Canard enchaîné écrit : « Si le cinéma français se mettait un jour à avoir autant d’humour qu’en a parfois le théâtre, nous aurions notre Buster Keaton, nous aurions notre Alec Guinness. C’est indubitable ! ».

### Vie privée
Marié à la comédienne Renée Sallabert (1923-2012), Jacques Duby a eu deux filles : Henriette (née en 1943) et Isabelle (née en 1951).

### Mort
Jacques Duby meurt le 15 février 2012 dans le 15e arrondissement de Paris, trois mois avant son 90e anniversaire. Il est inhumé le 23 février au cimetière de Montmartre (division 23).

## Décoration
Jacques Duby est chevalier de l'ordre national du Mérite.[réf. souhaitée]

## Filmographie

### Cinéma

#### Longs métrages
- 1951 : Trois femmes d'André Michel : Antoine Boitelle
- 1952 : Casque d'Or de Jacques Becker : l'un des hommes du groupe d'amis (non crédité)
- 1953 : Thérèse Raquin de Marcel Carné : Camille Raquin
- 1953 : Avant le déluge d'André Cayatte : un manifestant
- 1954 : Huis clos de Jacqueline Audry : le mari de Florence
- 1954 : Les Impures de Pierre Chevalier : Fernand, le pianiste
- 1954 : Escale à Orly de Jean Dréville : le scénariste
- 1955 : Frou-frou d'Augusto Genina : le chasseur du restaurant russe
- 1955 : Le Dossier noir d'André Cayatte : Flavier
- 1955 : Les salauds vont en enfer de Robert Hossein : Georges Bagot
- 1955 : Rencontre à Paris de Georges Lampin : le pasteur
- 1956 : C'est arrivé à Aden de Michel Boisrond : Gremilly
- 1956 : Mitsou de Jacqueline Audry : Raphaël
- 1956 : L'Homme à l'imperméable de Julien Duvivier : Maurice Langlois
- 1956 : Courte Tête de Norbert Carbonnaux : Amédée / Teddy Morton
- 1957 : Pot-Bouille de Julien Duvivier : Auguste Vabre
- 1958 : Prisons de femmes de Maurice Cloche : René
- 1958 : Christine de Pierre Gaspard-Huit : Joseph Binder
- 1960 : Une gueule comme la mienne de Frédéric Dard : Jacques Médina
- 1960 : La Française et l'Amour, skech L'Enfance d'Henri Decoin : M. Victor
- 1960 : Boulevard de Julien Duvivier : Giuseppe Amato, un peintre
- 1964 : Requiem pour un caïd de Maurice Cloche : Dominique
- 1966 : Le Plus Vieux Métier du monde, sketch Aujourd'hui de Claude Autant-Lara : le gendarme
- 1969 : Le Clan des siciliens d'Henri Verneuil : Rovel
- 1969 : Gonflés à bloc (Monte Carlo or Bust!) de Ken Annakin : un gendarme à moto
- 1970 : Qui ? de Léonard Keigel : l'invité
- 1970 : Les Novices de Guy Casaril : le chauffeur d'ambulance
- 1973 : Piaf de Guy Casaril : Julien
- 1974 : Vos gueules, les mouettes ! de Robert Dhéry : le gardien du phare
- 1974 : Un linceul n'a pas de poches de Jean-Pierre Mocky : Eckmann
- 1975 : Soldat Duroc, ça va être ta fête de Michel Gérard : Walter Diemann
- 1975 : Le Faux-cul de Roger Hanin : le croque-mort
- 1978 : Le Coup de sirocco d'Alexandre Arcady : un agent immobilier
- 1989 : Feu sur le candidat d'Agnès Delarive : Jacky Larivière
- 1990 : Lacenaire de Francis Girod : Marmignat
- 2003 : Je reste ! de Diane Kurys : le voisin du dessous

#### Courts métrages
- 1950 : Journal d'un coiffeur de campagne
- 1963 : Préludes secrets de Claude Boissol

### Télévision
- Fin des années 1950 - début des années 1960 : L'Inspecteur Blaise (série)
- 1959 : Le Nouveau Journal des voyages : René Caillié (épisode 5)
- 1959 : Turquoise de Jean Nergal
- 1959 : Une nuit orageuse de Marcel Bluwal
- 1962 : Rue du Havre, de Jean-Jacques Vierne : Zingel
- 1964 : L'Écornifleur d'Edmond Tyborowski : Henri
- 1964 : L'Abonné de la ligne U, série de Yannick Andréi : Maurice Verdon
- 1966 à 1970 : Allô Police de Raymond Caillava : (triple rôle) Cantagrel / Lesueur / Favien Remy
- 1966 : L'Amour en papier de François Chatel : le fakir
- 1969 : Au théâtre ce soir : Carlos et Marguerite de Jean Bernard-Luc, mise en scène Christian-Gérard, réalisation Pierre Sabbagh au théâtre Marigny
- 1971 : Au théâtre ce soir : Arsenic et Vieilles Dentelles de Joseph Kesselring, mise en scène Alfred Pasquali, réalisation Pierre Sabbagh au théâtre Marigny
- 1971 : Duby or not Duby
- 1971 : Donogoo
- 1972 : Le Bunker, téléfilm de Roger Iglésis : Joseph Goebbels
- 1973 : Le Double Assassinat de la rue Morgue de Jacques Nahum
- 1973 : Au théâtre ce soir : Les Quatre Vérités de Marcel Aymé, mise en scène René Clermont, réalisation Georges Folgoas au théâtre Marigny
- 1974 : Les Oiseaux de lune d’André Barsacq : Valentin
- 1975 : Les Grands Détectives : Namotte (épisode L'inspecteur Wens : Six hommes morts de Jacques Nahum)
- 1978 : Les Folies Offenbach (épisode Le Passage des Princes de Michel Boisrond)
- 1978 : Claudine s'en va d'Édouard Molinaro, d’après le roman de Colette
- 1979 : Les Enquêtes du commissaire Maigret : le procureur Duhourceau (épisode : Le Fou de Bergerac d'Yves Allégret)
- 1980 : Arsène Lupin joue et perd, mini série en 6 épisodes adaptée par Alexandre Astruc et Roland Laudenbach : M. Formerie
- 1981 : Cinq-Mars, série de Jean-Claude Brialy : le père Joseph
- 1982 : Pleine Lune de Jean-Pierre Richard
- 1984 : Les Cinq Dernières Minutes, (épisode La Quadrature des cercles de Jean-Pierre Richard)
- 1985 : Les Enquêtes du commissaire Maigret (épisode Maigret et le Client du samedi de Pierre Bureau)
- 1985-1992 : Maguy, série : Paul Cruchon, le maire
- 1986 : Catherine, série de Marion Sarraut
- 1989 : La Comtesse de Charny, mini-série de Marion Sarraut
- 1989 : Les Aventures de Franck et Foo-Yang, mini-série

### Théâtre

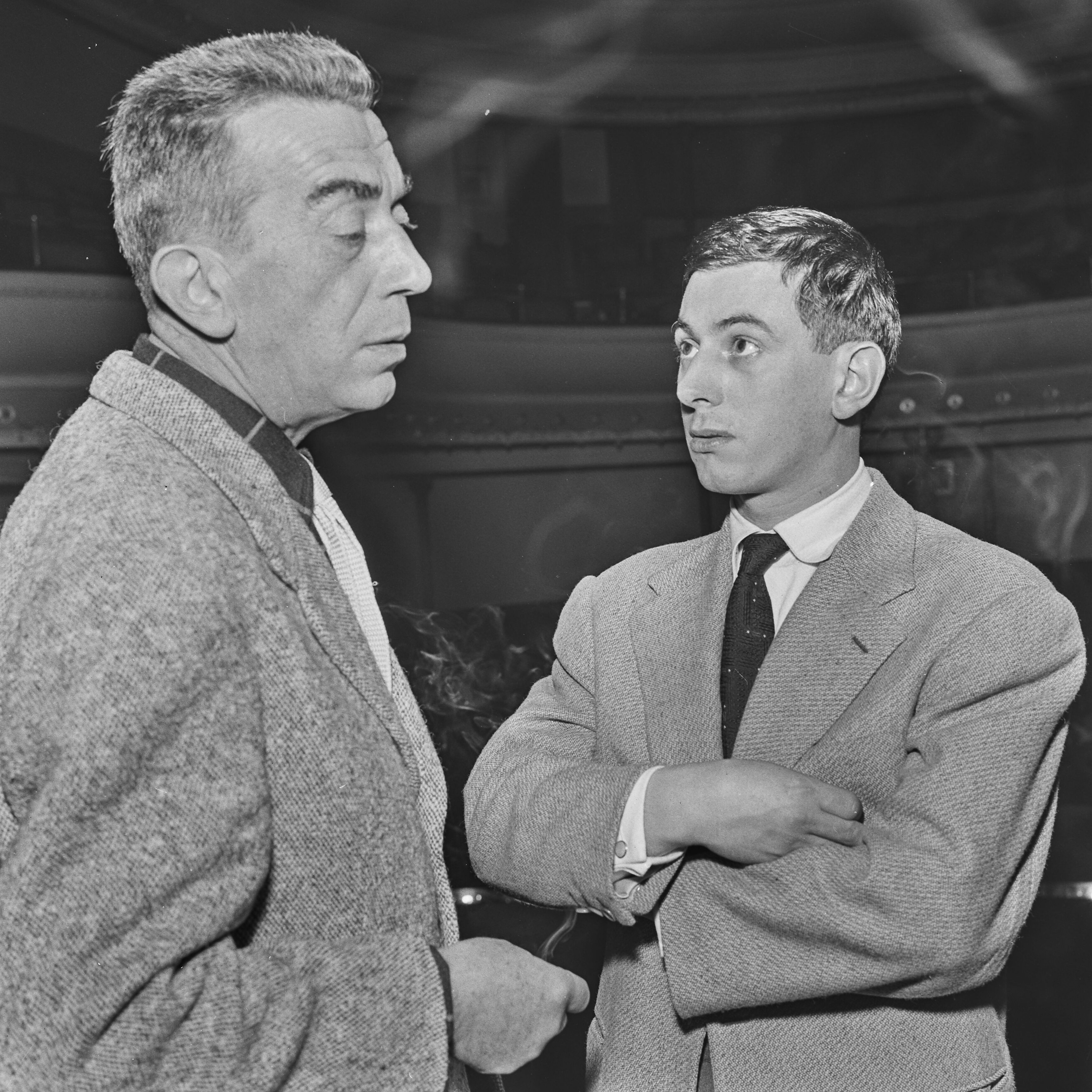
Marcel Aymé et Jacques Duby en marge de la pièce Les Oiseaux de lune de Marcel Aymé, mise en scène d'André Barsacq, théâtre de l'Atelier, décembre 1955.

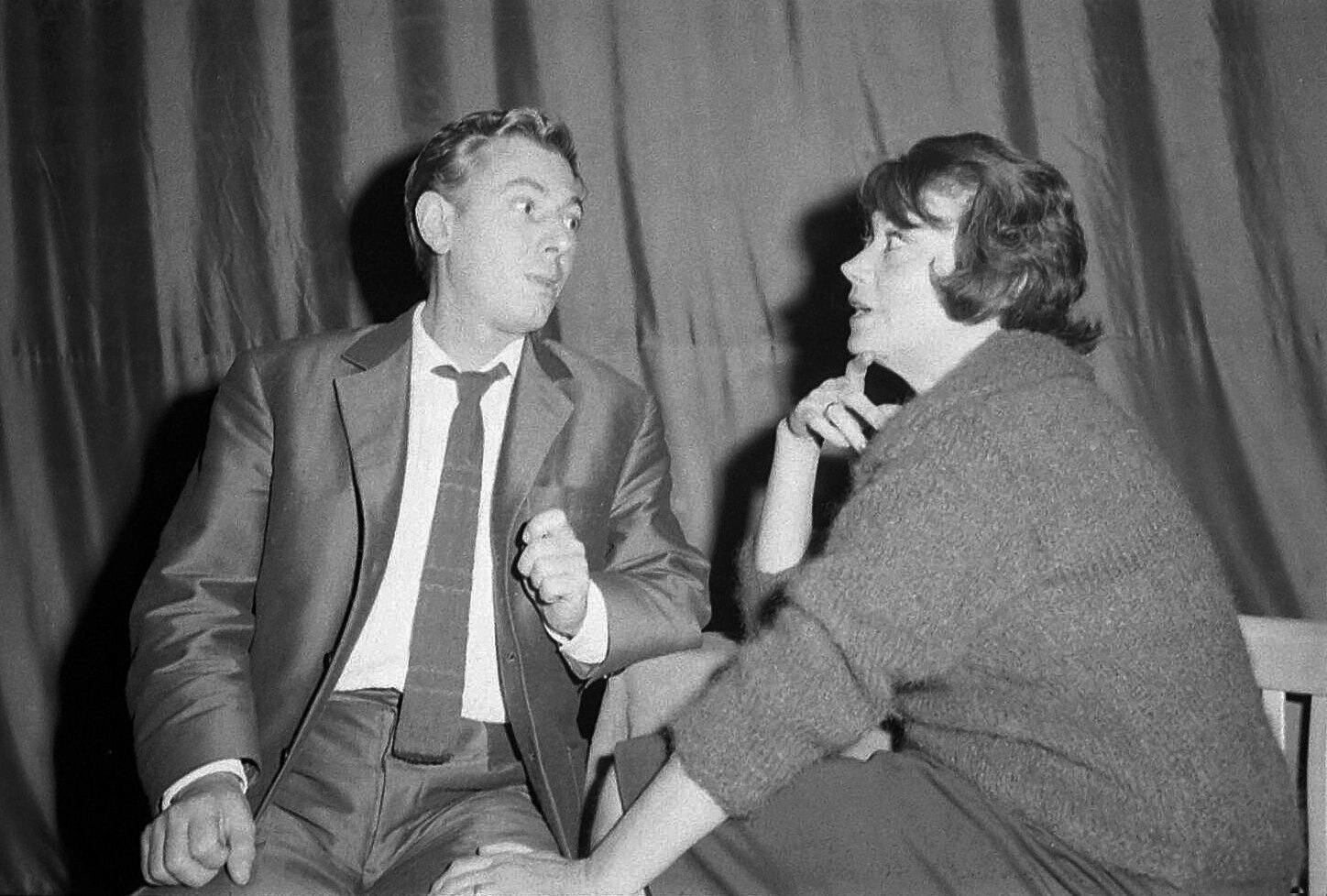
Jacques Duby (Antoine) et Lila Kedrova (Madame Cirqué) dans La Logeuse de Jacques Audiberti, mise en scène de Pierre Valde, théâtre de l'Œuvre, octobre 1960.

- 1950 : L'Étranger au théâtre d'André Roussin, mise en scène Yves Robert, cabaret « Chez Gilles »
- 1951 : Cymbeline de William Shakespeare, mise en scène Maurice Jacquemont, centre dramatique de l'Ouest
- 1952 : Les Gueux au paradis de Gaston-Marie Martens, théâtre de la Porte Saint-Martin
- 1954 : Clérambard de Marcel Aymé, mise en scène Claude Sainval, Comédie des Champs-Élysées
- 1955 : Voulez-vous jouer avec moâ ? de Marcel Achard, mise en scène André Villiers, théâtre En rond
- 1955 : Les Oiseaux de lune de Marcel Aymé, mise en scène André Barsacq, théâtre de l'Atelier
- 1956 : L'Œuf de Félicien Marceau, mise en scène André Barsacq, théâtre de l'Atelier
- 1959 : L'Œuf de Félicien Marceau, mise en scène André Barsacq, théâtre des Célestins
- 1960 : Un garçon d'honneur d'Antoine Blondin et Paul Guimard d'après Le Crime de Lord Arthur Saville d'Oscar Wilde, mise en scène Claude Barma, théâtre Marigny
- 1960 : Une demande en mariage de Simone Dubreuilh, mise en scène Michel de Ré, théâtre de l'Alliance française
- 1960 : La Logeuse de Jacques Audiberti, mise en scène Pierre Valde, théâtre de l'Œuvre
- 1961 : L'Idiote de Marcel Achard, mise en scène Jean Meyer, théâtre Antoine, théâtre de Paris
- 1961 : La Peau de singe de Christine Arnothy, mise en scène François Maistre, théâtre La Bruyère
- 1963 : Sémiramis de Marc Camoletti, mise en scène Michel de Ré, théâtre Édouard-VII
- 1964 : Comment réussir dans les affaires sans vraiment se fatiguer de Frank Loesser et Abe Burrows (en), mise en scène Pierre Mondy, théâtre de Paris
- 1965 : Secretissimo de Marc Camoletti, mise en scène Jacques Charon, théâtre des Ambassadeurs
- 1967 : Décibel de Julien Vartet, mise en scène Pierre Dux, théâtre de la Madeleine
- 1968 : Les Chemins de fer d'Eugène Labiche, mise en scène André Barsacq, théâtre de l'Atelier
- 1969 : Le Boulanger, la Boulangère et le Petit Mitron de Jean Anouilh, mise en scène Jean Anouilh et Roland Piétri, théâtre des Célestins
- 1970 : Sweet Charity, comédie musicale de Bob Fosse et Paul Glover (avec Magali Noël et Sydney Chaplin)
- 1972 : Rhinocéros d'Eugène Ionesco, mise en scène Guy Lauzin, théâtre des Célestins
- 1972 : L'Ouvre-boîte de Félicien Marceau, mise en scène Pierre Franck, théâtre de l'Œuvre
- 1973 : Les Branquignols de et mise en scène Robert Dhéry, théâtre La Bruyère
- 1973 : Les Quatre Vérités de Marcel Aymé, mise en scène René Clermont, théâtre des Variétés
- 1974 : Bonne fête Amandine d'Albert Husson, mise en scène Jacques Mauclair, théâtre des Célestins
- 1976 : La mouche qui tousse d'Étienne Rebaudengo, mise en scène Arcady, théâtre La Bruyère
- 1982 : Reviens dormir à l'Élysée de Jean-Paul Rouland et Claude Olivier, mise en scène Michel Roux, tournée Herbert-Karsenty
- 1986 - Frédéric et Voltaire[6],  de Bernard Da Costa mise en scène de Yves Pignot, Petit-Théâtre Montparnasse

- 1987 : Ponce Pilate, procureur de Judée de Jean-Marie Pélaprat, mise en scène Robert Manuel, spectacle pour croisière sur le Mermoz
- 1989 : Quand épousez-vous ma femme ? de Jean Bernard-Luc et Jean-Pierre Conty, mise en scène Francis Joffo, théâtre Princesse-Grâce (Monaco)
- 1989 : L'Œuf à la première personne de Félicien Marceau, mise en scène Jacques Duby, théâtre de la Potinière

## Audio
- Il a été le conteur de nombreux enregistrements destinés à la jeunesse : 
  - Productions Disney des années 1960 : Les 101 Dalmatiens (livre-disque Disneyland Records, 1961), Mary Poppins (livre-album 33 tours Disneyland Records/Adès, 1964), Les Trois Petits Cochons (livre-disque Disneyland Records/Adès, 1968), Pinocchio (livre-disque Disneyland Records/Le Petit Ménestrel-Adès, 1968), Le Livre de la jungle (livre-disque Disneyland Records/Adès, 1968).
  - Children's Corner (1966) de Claude Debussy, avec Micheline Presle, sous forme de disque microsillon aux Éditions Adès, réédité en CD chez Petit Ménestrel/Classics Jazz France 2009).
  - Debussy raconté aux enfants (cassettes audio)
  - Autres contes traditionnels (cassettes audio).
- Il a également prêté sa voix à divers enregistrements : 
  - Les Maîtres du mystère : Un soir de demi-brume (1954), diffusion radiophonique éditée en disques microsillon et réédité en CD.
  - Lectures de poèmes d'Apollinaire : Le Pont Mirabeau[7] et Les Colchiques[8] (recueil Alcools), Si je mourais là-bas (recueil Poèmes à Lou)[9] et autres poèmes (disque microsillon Véga-Pierre Seghers), Le Poète et les Saltimbanques (livre-audio, 3 CD Éditions Les Mots Magiques, 2011)
  - Récitant dans des œuvres musicales comme Les Mariés de la tour Eiffel (édition en CD).